# 花與夢

花与梦的封面

花與夢（日语：／ Hana to Yume ?）是白泉社發行的少女漫畫雜誌。1974年5月創刊。连载作品以「花与夢Comics」的名义发行单行本。

## 歷史
1974年5月，作為月刊雜誌創刊。創刊號的封面是的插畫，價格是280日元。自1975年1月起，改为半月刊。目前（2008年）是在每月的5日與20日發行。
在白泉社，被定位為「個性派漫画雜誌」，其上刊载的富有個性的作品和漫畫家廣為人知。它的竞争对手是《少女Comic》（小學館）。从2003年开始，这两本杂志就是半月刊少女漫畫雜誌的發行量头两名。 在2006年，《花與夢》发行了29萬本，领先于《少女Comic》的26萬本。

## 主要連載作品

### 現在連載中的作品
- 晨曦公主（草凪瑞穗）
- アンは反抗期（磁ロックス）
- 鬼の花嫁は喰べられたい（サカノ景子）
- 顔だけじゃ好きになりません（安斎かりん）
- 恋をしてでもバズりたい!（たかみね）
- コレットは死ぬことにした（幸村アルト）
- 婚約者を雇ってみましたが（楠木薫）
- 執事・黒星は傅かない（音久無）
- SKIP BEAT！華麗的挑戰（仲村佳樹）
- 現在的是哪一個多聞！？（師走ゆき）
- 墜落JK與廢人老師（sora）
- 転生したら姫だったので男装女子極めて最強魔法使い目指すわ。（輝）
- 喵居生活！（柚木色）
- ぬらりひょんの花嫁（吉田真翔）
- ネコまね! -宇宙ネコ擬態する-（此花高見）
- 呪い子の召使い（柴宮幸）
- 野良猫と狼（ミユキ蜜蜂）
- 春の嵐とモンスター（ミユキ蜜蜂）
- 名探偵 耕子は憂鬱（鈴木Julietta）
- フラレガール（堤翔）

### 中斷連載的作品
- ネイビー☆NATS!（古都和子）
- Berry Berry（日高萬里）
- 闇之末裔（松下容子）
- リーゼロッテと魔女の森（高屋奈月）
- 小杏的圖書之國（樋口橘）

### 曾連載的作品
- 玻璃假面（美內鈴惠）（於2008年9月號『別冊花與夢』連載再開。）
- 星歌戀曲（高屋奈月）
- 非凡佳偶（樋口橘）
- （樋口橘）
- 拇指羅曼史（椿泉）
- 東京天使保鏢（仲村佳樹）
- 扮妝俏佳人（武藤啟）
- 偷偷愛著你（中條比紗也）
- 毒伯爵該隱（由貴香織裏）
- 天使禁獵區（由貴香織裏）
- 妖精標本（由貴香織裏）
- 羽翼天使（高屋奈月）
- 盛氣淩人（ミユキ蜜蜂）
- （高屋奈月）
- 富家女120%（藤崎真緒）
- 女子妄想症侯群（伊吉花）
- S·A特優生（南真紀）
- 色誘中毒（福山遼子）
- V.B.R絲絨藍玫瑰（日高萬裏）
- 花與惡魔（音久無）
- BB與我（羅川真裏茂）
- 紐約·紐約（羅川真裏茂）
- 為愛向前沖（羅川真裏茂）
- 地球守护灵（日渡早纪）
- 戀愛廢話（福山遼子）
- 梦回绿园（那州雪繪）
- 闪亮银河町商店街（藤本勇氣）
- 真假茱丽叶（繪夢羅）
- 追逐夢想的每一天（繪夢羅）
- Full House Kiss（佑羽栞）
- 害羞忍者少年（高尾滋）
- 我們一起睡吧（高尾滋）
- 花之騎士（西形真依）
- 黑白少年少女（福山遼子）
- 聲優志願! 或譯名為 真的是聲優嗎?!（南真紀）
- Ropan!（トビナトウヤ）
- 元氣少女緣結神（鈴木JULIETTA）

## 增刊
- 《别册花与梦（日语：別冊花とゆめ）》，1977年7月创刊，2018年5月26日（2018年7月号）休刊。休刊后部分漫画移籍至白泉社旗下的漫画杂志《MELODY（日语：MELODY (雑誌)）》、Web漫画平台漫画Park（日语：マンガPark）和Web漫画杂志《花梦Ai（日语：花ゆめAi）》连载[1]。
- 《The 花与梦（日语：ザ花とゆめ）》，1999年8月26日创刊，目前为每年1、4、7、10月下旬发售的季刊[2]。
- 《花与梦 文系少女（日语：花とゆめ 文系少女）》，2013年12月20日创刊并发行第一期，内容以小说的改编漫画为主[3]。次年4月10日发行第二期，在漫画之外也刊载了《花与梦》杂志漫画的小说化作品[4]。此后未再发行。

## Web漫画
- 《花与梦online》，2012年4月1日创刊的Web漫画杂志[5]，2015年4月3日与白泉社另一Web漫画杂志《LaLa Melody online》合并为《花LaLa online》[6]。而《花LaLa online》则在2017年8月2日与白泉社Web漫画杂志《Young Animal Densi》一同停止服务，其连载漫画移籍至新平台漫画Park（日语：マンガPark）[7]。
- 《花梦Ai（日语：花ゆめAi）》，2018年10月20日创刊的Web漫画杂志，每月20日在白泉社e-net!和漫画Park等网站发售[8]。